# ポリ塩化ビニル

PVCの樹脂識別コード

ポリ塩化ビニル（ポリえんかビニル、polyvinyl chloride、PVC）または塩化ビニル樹脂とは合成樹脂（プラスチック）の1つで、塩化ビニル（クロロエチレン）の重合反応で得られる高分子化合物である。塩化ビニール、塩ビ、ビニールなどと略される。軟質ポリ塩化ビニルは、ソフトビニール（Soft Vinyl）、ソフビとも呼ばれる。しかし「ポリ」または「樹脂」を略した呼称は、その原料である単量体の塩化ビニルと混同するため、単量体の塩化ビニルを特に塩化ビニルモノマー (vinyl chloride monomer, VCM）と呼んで区別している。焼却によりダイオキシン類が発生するとして、懸念が示されたことがある。

## 製法
ポリ塩化ビニルは塩化ビニルモノマー（CH2=CHCl）の付加重合により合成される。塩化ビニルモノマーの製法はクロロエチレンを参照のこと。

## 用途

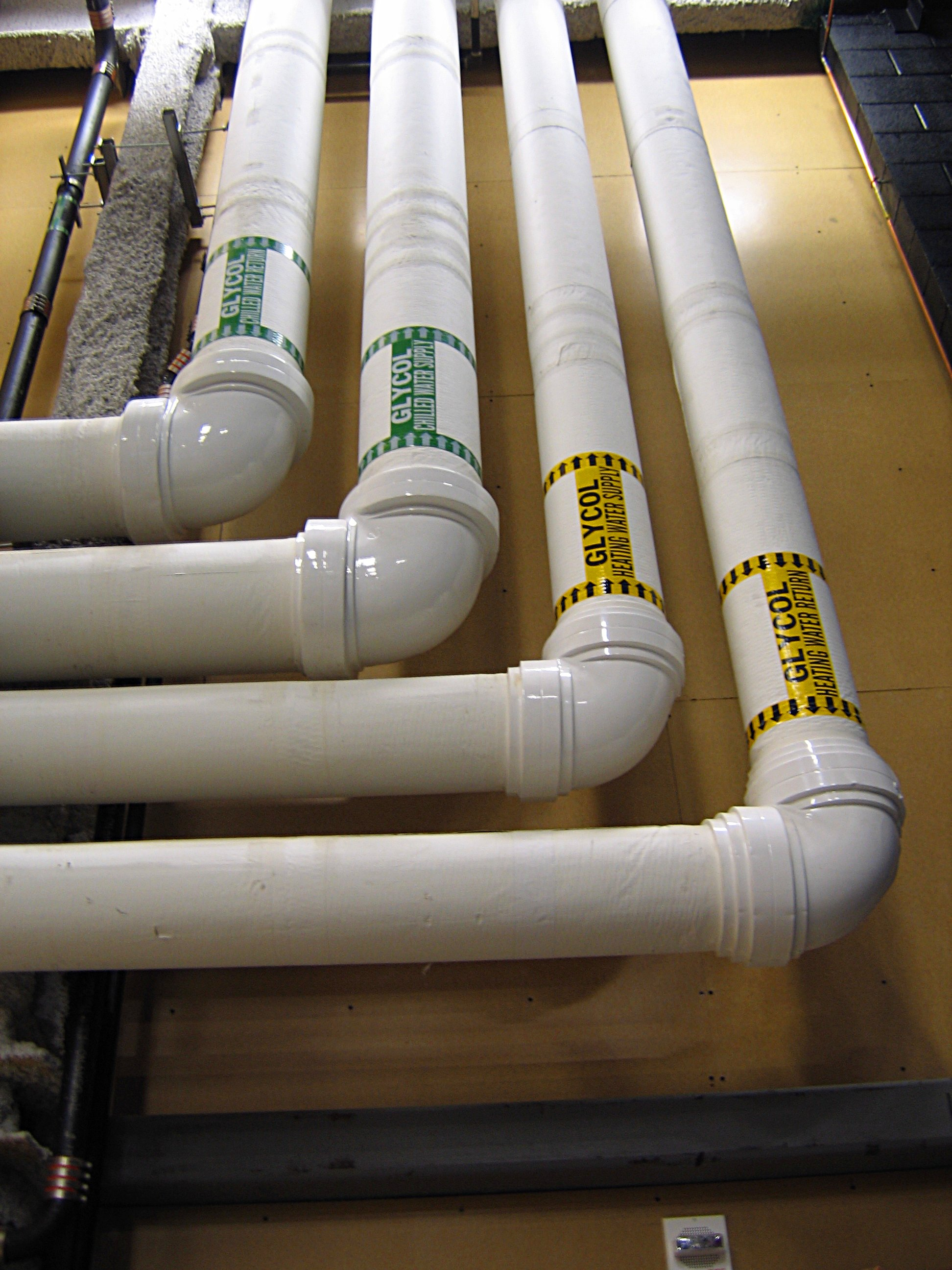
ポリ塩化ビニル製パイプ

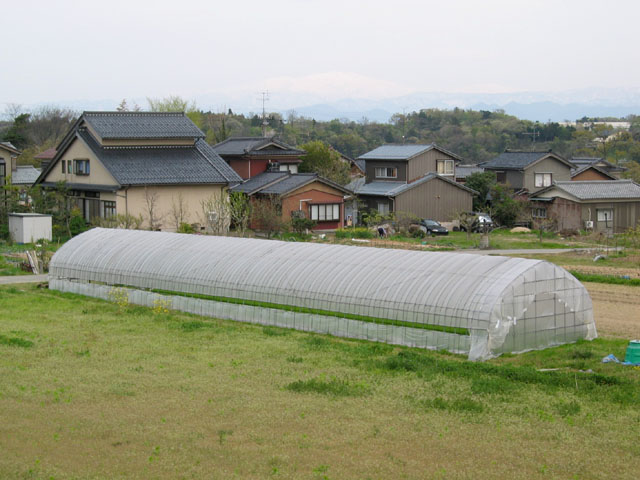
ビニールハウス

塩化ビニルモノマーを重合させただけの樹脂は硬くて脆く、結晶質であり、紫外線によりポリマー分子を構成する塩素原子が脱離し劣化黄変しやすい。そのため、柔らかくする可塑剤と劣化を防ぐ安定剤が加えられる。熱により軟化するため、熱可塑性樹脂に分類される。
添加する可塑剤の量によって硬質にも軟質にもなり、優れた耐水性・耐酸性・耐アルカリ性・耐溶剤性を持つ。但し一部の溶剤には溶解し、その性質を利用した塩化ビニル樹脂溶剤系接着剤等による接着性は良好。熱可塑性樹脂なので溶接も可能だが、特に硬質塩ビの場合、分子内から離脱した塩素による変質・劣化には注意を要する。また難燃性であり、電気絶縁性である。このような優れた物性を持ちながら、ソーダ工業における食塩水電気分解で副産する低価格の塩素ガスが重量の半分以上を占める主原料のため非常に値段が安い。そのため用途は多岐にわたり、衣類、壁紙、バッグ、椅子やソファの張地（ビニールレザー）、インテリア（クッション材、断熱材、防音材、保護材として）、縄跳び用などのロープ、電線被覆（絶縁材）、防虫網（網戸など）、包装材料、水道パイプ、建築材料、農業用資材(農ビ)、レコード盤、消しゴムなど多数あり、かつては玩具にもよく用いられた。最近では軽量化を図る目的で一部の自動車用のアンダーコート材としても用いられている。
更に塩素の割合を増やした「塩素化ポリ塩化ビニル」は、素のポリ塩化ビニルより高温構造強度があり、温水配管用などに使われる耐熱性硬質ポリ塩化ビニル管として、JIS K 6776などに規格化されている。

## 焼却時のダイオキシン類発生に対する懸念
1990年代になりポリ塩化ビニル、ポリ塩化ビニリデンをはじめとする塩素系プラスチックがダイオキシン類の主要発生源と考えられるようになり、社会問題として浮上し不買運動にもつながった。現在ではダイオキシン類は塩素系プラスチックのみならず、塩素と芳香族化合物が含まれる廃棄物の焼却時に不完全燃焼になると発生すると考えられている。対処法として焼却炉の性能向上による不完全燃焼率の低減、分別収集により塩素を含むごみの焼却回避、リサイクル制度の拡充、塩素系プラスチックの使用量削減などが提案されている。また、業界団体からは焼却炉からのダイオキシン類の主要発生源はポリ塩化ビニルではなく食塩によるものとする研究も出されている。

## 環境ホルモン問題に対する懸念
20世紀末ごろ、いわゆる環境ホルモンへの関心が高まる中で、ポリ塩化ビニル中に含まれる可塑剤が食品中などに溶け出すことで人体に与える影響が懸念されるようになった。これまで可塑剤として広く用いられていたフタル酸エステルであるフタル酸ビス(2-エチルヘキシル)は油脂を含んだ食品中へ溶け出す可能性があり、食品が直接触れる容器や包装への使用が制限されるようになった。また、玩具のうちソフトビニール人形などの「乳幼児が口に接触することをその本質とするおもちゃ」に対してもフタル酸エステルを含むポリ塩化ビニルの使用が制限され、代替材料として熱可塑性エラストマーが用いられるようになった。
食品製造時に用いられているポリ手袋も同様の理由から問題視された。2000年6月、厚生省（現・厚生労働省）は食品製造時のポリ塩化ビニル製手袋の使用を中止するよう通達を出した。なお2003年の環境省検討会において、フタル酸エステルには環境ホルモン様作用が確認されなかったことが報告された。

## エネルギー問題との関連
重量比にして塩素が約半分を占めており石油消費量が小さいため、他の石油系プラスチックに比べてポリ塩化ビニルは重量あたりの二酸化炭素排出量が小さく、環境への影響が小さいプラスチックであるという見方ができる。樹脂化学業界団体は「塩化ビニルは製造プロセスにおけるエネルギー投入量が他の炭化水素系樹脂と比較して少なくて済む」「石油消費量が他の炭化水素系樹脂と比較して少なくて済む」「高断熱性で省エネに貢献する」などを主張している。
一方で、一般的な炭化水素系樹脂と比較して化学的性質がかなり異なるため、樹脂を再生利用する際にポリ塩化ビニルが混在していると障害の原因になりやすい。塩化ビニルの焼却ではダイオキシン類の生成を抑える工夫が必要になるため、高炉における還元剤として使用する場合に障害となる例や、ペットボトルの再生の障害となっている例などがある。リサイクル施設ではポリ塩化ビニルと他の樹脂とはX線の透過特性が異なる事を利用して分別している事例もある。

## 参考資料
- 反農薬東京グループ（1997年）ダイオキシン問題－「食塩と塩化水素の関係をどうみるべきか
- 産業新聞社（公開日不記載）多彩な技術に期待― 動き出した塩ビリサイクル＜上＞
- あいちゴミ仲間ネットワーク会議（1999年）『環境とダイオキシン』 - どうすりゃいいの?塩ビ製品（1998年11月 消費者大会環境分科会報告資料）